# Haplogryllacris
Haplogryllacris är ett släkte av insekter. Haplogryllacris ingår i familjen Gryllacrididae.
Kladogram enligt Catalogue of Life:
| Haplogryllacris | \| \| Haplogryllacris castanea \| \| \| \| \| \| Haplogryllacris deflorata \| \| \| \| \| \| Haplogryllacris deminuta \| \| \| \| \| \| Haplogryllacris hieroglyphicoides \| \| \| \| \| \| Haplogryllacris simplex \| \| \| \| \| \| Haplogryllacris singaporae \| \| \| \| \| \| Haplogryllacris verticalis \| \| \| \| |
|                 | \| \| Haplogryllacris castanea \| \| \| \| \| \| Haplogryllacris deflorata \| \| \| \| \| \| Haplogryllacris deminuta \| \| \| \| \| \| Haplogryllacris hieroglyphicoides \| \| \| \| \| \| Haplogryllacris simplex \| \| \| \| \| \| Haplogryllacris singaporae \| \| \| \| \| \| Haplogryllacris verticalis \| \| \| \| |
|                 | Haplogryllacris castanea |
|                 | |
|                 | Haplogryllacris deflorata |
|                 | |
|                 | Haplogryllacris deminuta |
|                 | |
|                 | Haplogryllacris hieroglyphicoides |
|                 | |
|                 | Haplogryllacris simplex |
|                 | |
|                 | Haplogryllacris singaporae |
|                 | |
|                 | Haplogryllacris verticalis |
|                 | |